# Desarrollo embrionario en aves
La embriogénesis en las aves (nombre técnico para el desarrollo embrionario en aves) es el conjunto de procesos biológicos que controlan la transformación de una única célula, el cigoto, en un individuo maduro. En las aves, ha sido ampliamente estudiado Gallus gallus domesticus, animal modelo conocido popularmente como «pollo». Sus huevos han sido usados como modelos de estudio a lo largo de la historia de la biología.

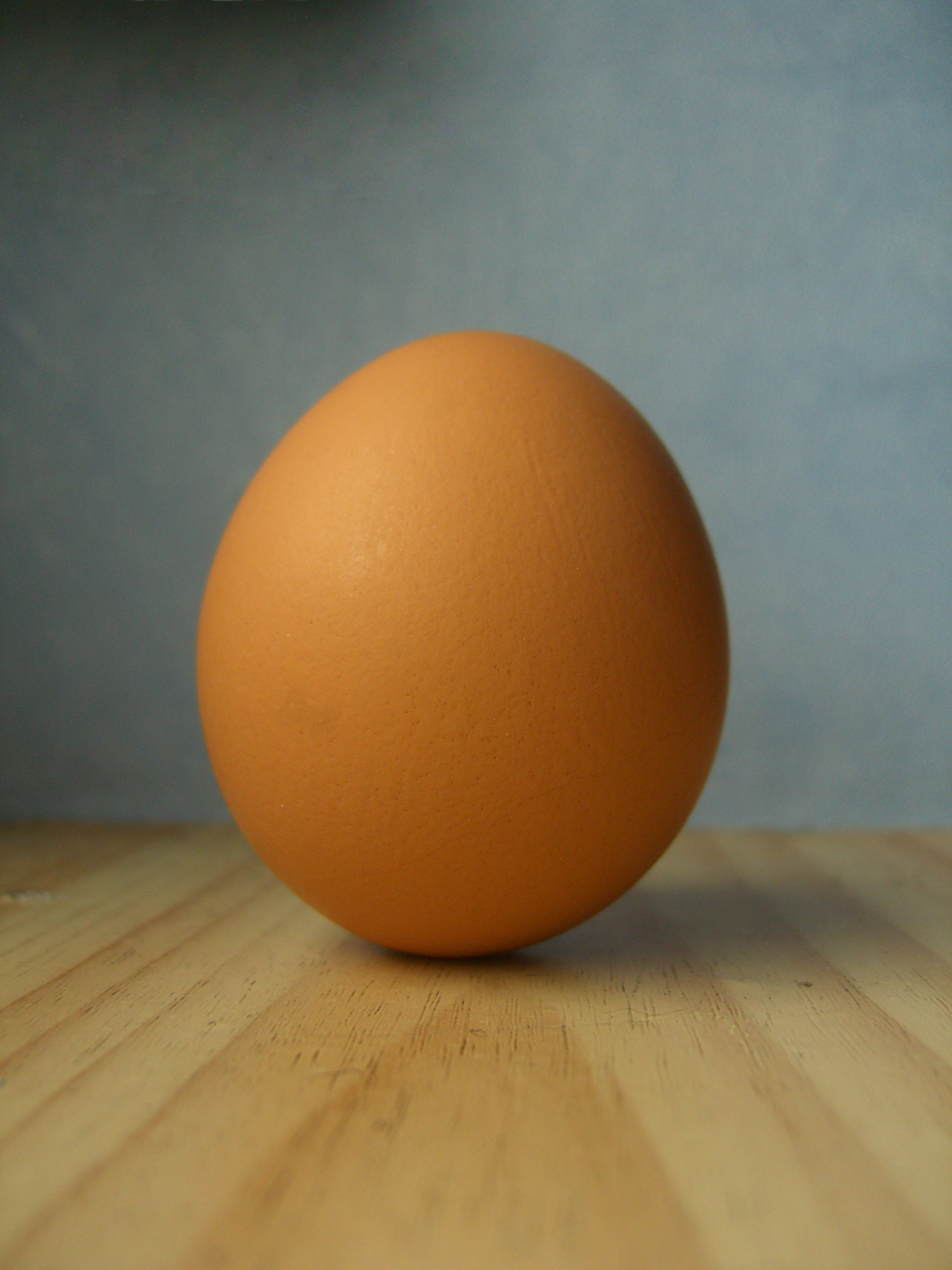
Huevo de gallina Gallus gallus

## Generalidades
El embrión de pollo se desarrolla entre 50-99 horas. Históricamente el embrión del pollo fue uno de los primeros embriones en ser estudiados por su accesibilidad y facilidad de incubación, además puede ser observado directamente abriendo un hoyo en la cáscara. Las claves del estudio de este organismo de estudio fueron establecidas en un atlas por Hamburger & Hamilton en 1951, quienes definieron puntos específicos del desarrollo. Además de esto, la disponibilidad del genoma completo del pollo es una fuente actual que brinda mayor información para el estudio genético del desarrollo.
Los huevos fertilizados pueden mantenerse en incubadoras húmedas, durante las primeras etapas del desarrollo el embrión flota en la yema usándola para nutrirse por lo cual es fácil la observación. La aparición regulada de las somitas permite establecer con exactitud la etapa en la que se encuentra el embrión. Algunos tejidos y células también pueden mantenerse en cultivos celulares.

## Historia

### Embriones de pollo como modelo de estudio
El interés del ser humano por el pollo y sus huevos ha cambiado a lo largo de la historia. En los años 1400 a. C. los egipcios incubaban los huevos artificialmente como fuente de alimento. El desarrollo del pollo apareció en la historia escrita después de llamar la atención del famosos filósofo griego Aristóteles, alrededor del 350 a. C.  Aristóteles abrió huevos en diferentes puntos de la incubación y notó como el organismo cambiaba con el tiempo. A través de su texto   Historia Animalium, introdujo algunos de los primeros estudios de embriología basado en sus observaciones del pollo huevo.
Las investigaciones en el siglo XVI modernizaron significativamente las ideas del desarrollo. Algunos científicos europeos incluyendo a  Ulisse Aldrovandi, Volcher Cotier y William Harvey, usaron el pollo para demostrar la diferenciación celular y formación de tejidos, refutando las ideas preformacionistas de la época.  Se diferenciaron áreas de tejido que daban origen a estructuras determinadas, incluyendo el  blastodermo.  Harvey también observó el desarrollo del corazón y el movimiento direccional de la sangre entre venas y arterias. El tamaño relativamente grande del pollo permitió a los científicos hacer observaciones significativas sin ayuda del microscopio.
Con la creación del microscopio y una técnica desarrollada en el siglo XVIII se favoreció la investigación. Cortando un hueco en la cáscara del huevo y colocando una nueva capa, era posible observar directamente el desarrollo mientras continuaba el desarrollo sin deshidratarse. Los estudios siguientes permitieron identificar las tres capas germinales: ectodermo, mesodermo y endodermo, dando inicio a la embriología.

## Etapas del desarrollo

### Huevo
El huevo de las aves es telolecito, el vitelo se orienta hacia el polo vegetativo y se mantiene por fibras proteicas llamadas chalaza. Sin embargo, la cantidad relativa de la yema de los huevos y la cantidad de energía disponible para el embrión en desarrollo son variables entre especies. El huevo tiene reservas dástico, amortiguador semisólido con un alto contenido de agua (90% agua y 10% proteína). Juntos, la yema y la albúmina son preparados para mantener la vida.
El huevo entonces pasa al istmo, donde las membranas de la cáscara se depositan. La cáscara permite el intercambio de gases y es un medio mecánico para la conservación y el suministro de alimentos y agua en su interior. Esto toma aproximadamente una hora. El huevo, se mueve hasta el útero, donde se añade la capa calcárea y, en algunos pájaros, se añade el pigmento en patrones característicos. Finalmente pasa a la cloaca para la puesta

### Blástula
En la ovulación, el espermatozoide penetra el óvulo para formar el cigoto unicelular. La primera división celular se da 5 horas después en el momento en que el óvulo entra en el istmo, las demás divisiones celulares tienen lugar aproximadamente cada 20 minutos, las aves presentan una segmentación meroblástica discoidal en el polo animal del huevo.. Cuando el huevo en formación abandona el istmo para entrar al útero, el embrión ya está dividido en ocho células. Después de cuatro horas en el útero, el embrión ha crecido hasta llegar a 256 células.
En este momento ya se ha formado el blastodisco, en el que cada célula se encuentra en íntimo contacto con las demás, formando una capa única en contacto con el vitelo. Estas células están fuertemente unidas. Entre el blastodermo y el vitelo aparece un espacio llamado cavidad subgerminal, creada por absorción de fluido de la albúmina y secretado entre el blastodermo y el vitelo.  En esta etapa las células más profundas en el centro del blastodermo mueren dejando atrás el área pelúcida que va a formar el embrión. El anillo periférico del blastodermo constituye el área opaca. Entre el área pelúcida y el área opaca se forma una capa de células conocida como zona marginal que posteriormente tendrá importancia en la determinación del destino celular.

### Gástrula

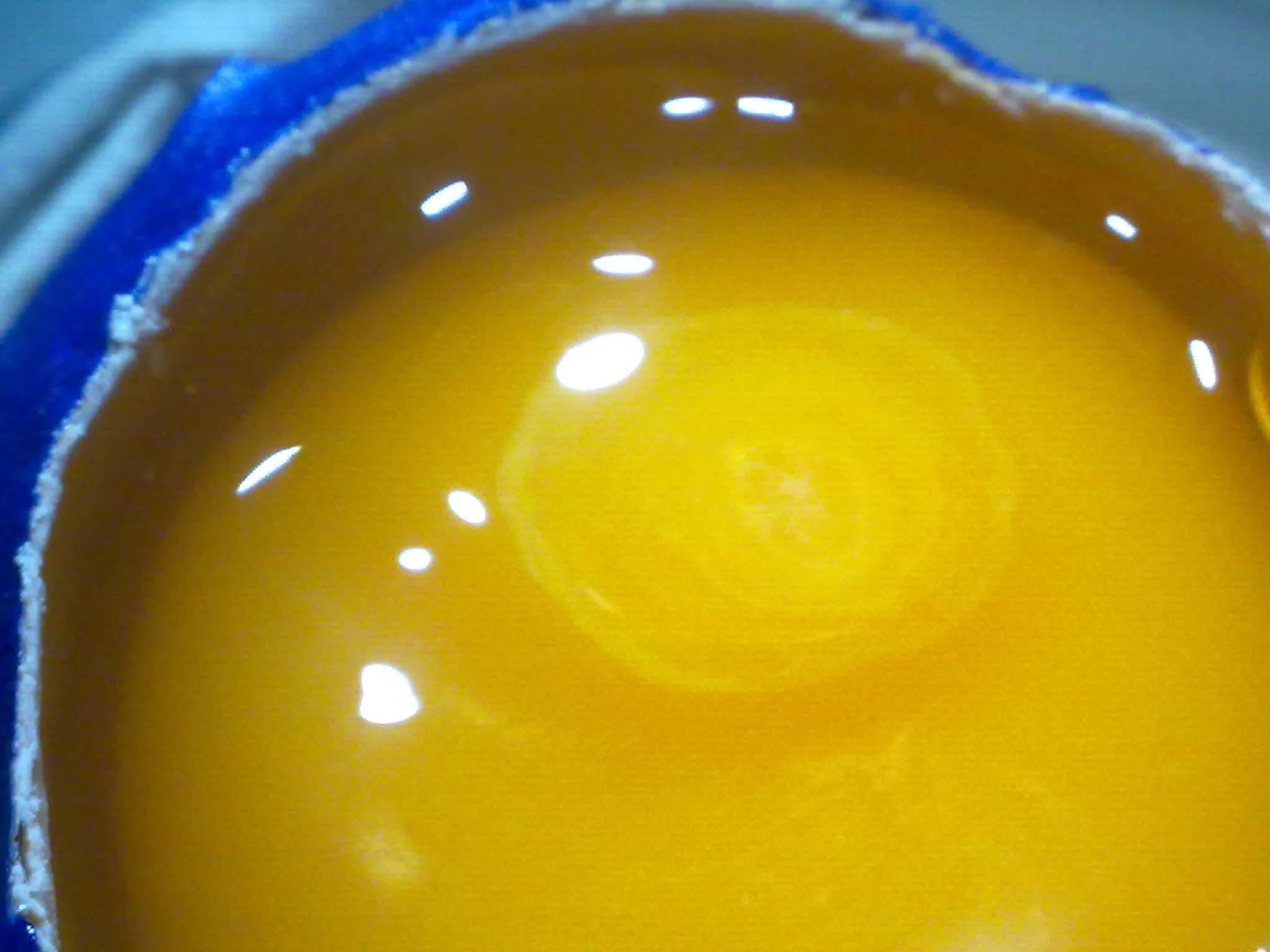
Fotografía de un embrión de pollo con 20 h de incubación

La mayoría de células del área pelúcida permanecen en la superficie pero otras comienzan un proceso de deslaminación y migración individual hacia la cavidad subgerminal formando el blastodermo. La capa superior de células recibe el nombre de epiblasto, y la inferior hipoblasto. Mientras el huevo esta en crecimiento permanece en el cuerpo de la gallina, a partir del blastodermo se forman tres capas mediante un proceso llamado gastrulación . El ectodermo permite la formación del sistema nervioso, ciertas partes de los ojos, las plumas, el pico, las uñas y la piel. El endodermo da origen al aparato respiratorio, secretor y digestivo. El mesodermo es causante del desarrollo óseo, muscular y sanguíneo; así como de los órganos reproductores y el sistema excretor.
Etapa 1.Prelínea: antes de la aparición de la línea primitiva se puede observar una "capa embrionaria" por acumulación de células en la mitad posterior del blastodermo.
Etapa 2.Línea inicial: etapa transitoria en la que se observa la línea primitiva corta (0,3-0,5 mm), cónica, grueso en el extremo posterior del área pelúcida. Se observa a las 6-7 horas de incubación. La línea primitiva es característica de la gastrulación de reptiles, aves y mamíferos, y es causado por la ingresión de precursores endodermales.
Etapa 3. Línea intermedia: (12-13 h) la línea primitiva se extiende del extremo posterior hacia el centro del área pelúcida. El surco tiene el mismo grosor en toda su longitud. Esta extensión se da desde la parte posterior hacia la anterior, e ingresando las células del lado dorsal al ventral, separando derecha e izquierda, lo cual determina los ejes del organismo.
Etapa 4. Línea definitiva: (18-19 h) la línea ha alcanzado su máxima extensión (1.88mm). Aparece el surco primitivo, el nódulo de Hensen. El área pelúcida toma forma de pera y la línea se extiende de dos tercios a tres cuartos de su longitud.

### Neurulación
Etapa 5. Proceso de la cabeza: (19-22 h) la formación del notocordo o cefalizacion es visible como una extensión de células condensadas del mesodermo por delante del nódulo de Hensen.
Etapa 6. Pliegue cefálico (23-25 h) el pliegue definitivo del blastodermo anterior al notocordo ahora marca el extremo anterior del embrión. Es un estado transitorio entre el pliegue cefálico y la aparición de las somitas.

### Formación de somitas

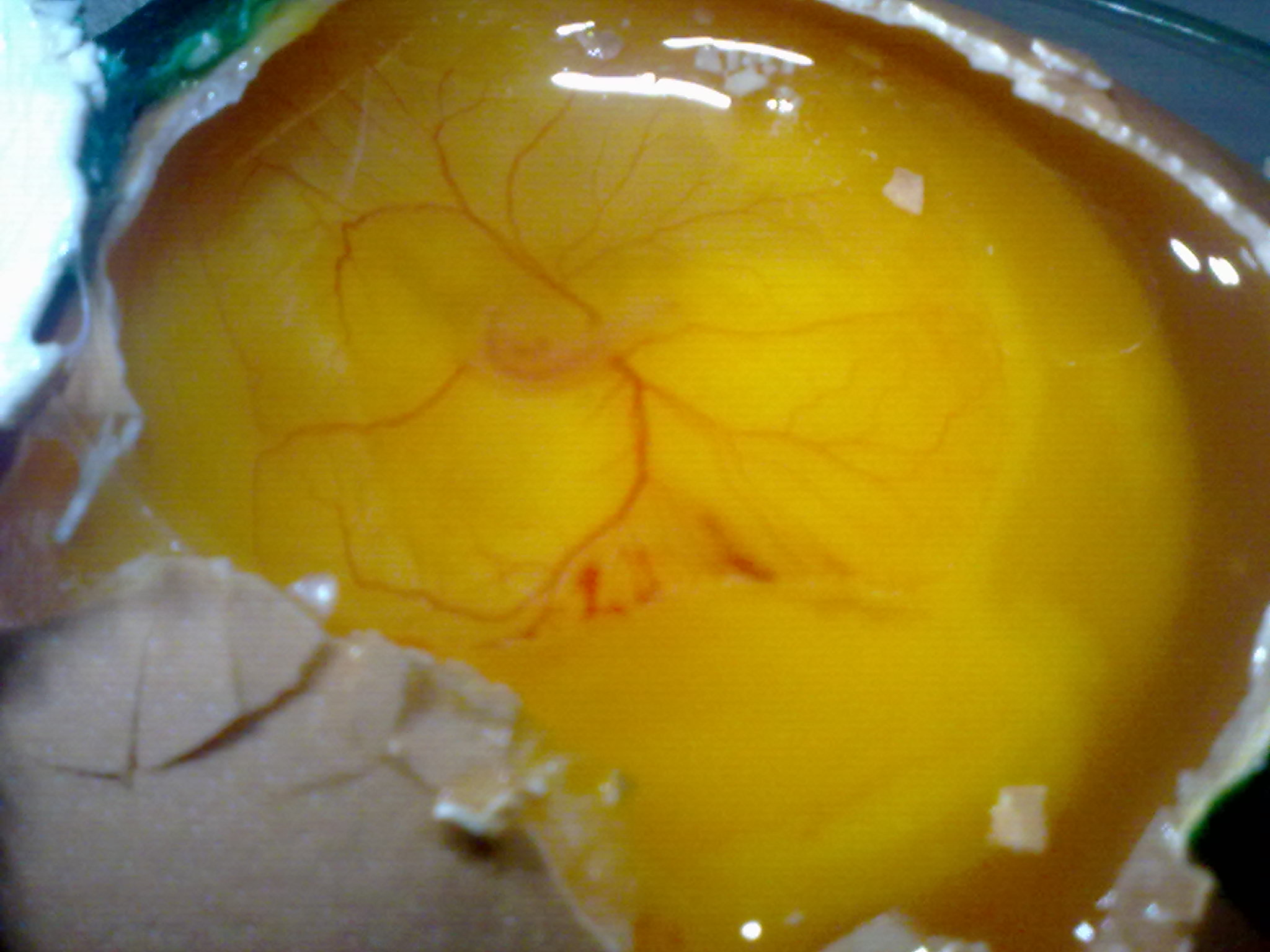
Fotografía de un embrión de pollo con 72 h de incubación

Etapa 7. Una somita: (23-26 h) es la segunda somita de la serie, la primera no es claramente diferenciada. Los pliegues neurales son visibles en la región de la cabeza.
Etapa 8. 4 somitas: (26-29 h) los pliegues neurales llegan al cerebro medio. Se forman islas de sangre en la mitad posterior del blastodermo.
Etapa 9. 7 somitas: (29-33 h) las vesículas ópticas primarias aparecen. Los primordios del corazón empiezan a unirse en pares.
Etapa 10. 10 somitas: (33-38 h) la primera somita se dispersa, esta no está incluida en los conteos de las etapas siguientes. Aparecen indicaciones del cráneo. Son visibles tres vesículas primarias del cerebro y el corazón se desplaza a la derecha.
Etapa 11. 13 somitas: (40-45 h) se distinguen cinco neuromeros cerebrales. El neuroporo anterior empieza a cerrarse. El corazón queda completamente a la derecha.
Etapa 12. 16 somitas: (45-49 h) la cabeza se desplaza al lado izquierdo. Se diferencia el telencéfalo. Las vesículas ópticas y el tallo óptico se establecen. El pliegue cefálico del anión sobre todo la región posterior del cerebro.
Etapa 13. 19 somitas: (48-52 h) las curvaturas craneales y cervicales son evidentes y se agranda el telencéfalo. El pliegue cefálico del anión cubre la región anterior, media y posterior.
Etapa 14. 22 somitas:  (52-53 h)
Etapa 15-20. 24-43 somitas: (53-72 h) se forman más somitas y empiezan a formarse las yemas que darán origen a las extremidades y la cola.

## Determinación axial
La formación de los ejes corporales se da en la gastrulación como fue descrito previamente, sin embargo, estos ejes son determinados desde el clivaje, y están afectados por el pH y la gravedad.
La gravedad es crítica en la determinación del eje antero-posterior, mientras que las diferencias en el pH están relacionadas con el establecimiento del eje dorso-ventral. El eje derecho-izquierdo es formando por la expresión del gen nodal en el lado izquierdo del embrión que señaliza para la expresión de  pitx2 relacionado con el desarrollo de los órganos del lado izquierdo.

## Determinación sexual
Hay dos posibles mecanismos para la determinación sexual de las aves. Primero: la presencia del cromosoma x desencadena femineidad; Segundo: la presencia de dos cromosomas y confiere masculinidad. Los determinantes moleculares de desarrollo sexual en las aves siguen siendo un misterio. El proceso es conocido por ser diferente al de los mamíferos, sin existir un gen homólogo que confiere masculinidad en mamíferos presente en las aves. La falta de identificación de un gen en las aves es probablemente un reflejo del hecho de que, a pesar de la existencia de dos sexos, los genes implicados parecen no tener relación entre los metazoos. Estas diferencias plantean obstáculos para establecer genes candidatos para estudio de determinación sexual.
En las aves, las  hembras son el sexo heterogamético, con una copia de cada uno de los cromosomas sexuales y y x. Los machos son homogaméticos (yy). Sin embargo, no está claro si la presencia del cromosoma x  es femenino-específico y desencadena el desarrollo femenino, o si la dosis del cromosoma y es la que confiere masculinidad.

## Formación de apéndices
A partir de la etapa 21, se inicia la formación de los diferentes apéndices. Anatómicamente las aves tienen diferentes características entre las cuales cabe resaltar el pico como estructura de alimentación y defensa, las alas como estructura principal de locomoción, un sistema circulatorio cerrado y respiración pulmonar. Ver más en Anatomía de las aves
Las alas son determinantes en el desarrollo de las aves pues de estas depende en gran parte su locomoción ya que les permiten desplazarse grandes distancias.
Ver más en Desarrollo de alas en aves
Otro rasgo característico de las aves es el pico, ya que presenta gran variación morfológica y está adaptado a los diferentes tipos de alimentación como fue descrito en los pichones de Darwin.
Ver más en Desarrollo del pico en las aves

### Enlaces a recursos genómicos
El primer borrador del genoma del pollo fue publicado en marzo de 2004. Hay varios sitios con información disponible de datos genómicos del pollo. (ver NIH Proposal for Chicken Genomics | NCBI Chicken Genome Resources)
- AvianNet http://www.ri.bbsrc.ac.uk/chickmap
- NCBI Chicken Genome Resources
- Genome browser - Washington University Genome Sequencing Center (WUGSC)
- Genome browser - ¬†Ensembl
- http://www.ri.bbsrc.ac.uk/chickmap
- http://poultry.mph.msu.edu/mapsnew.html
- https://web.archive.org/web/20121017005800/http://ag.ansc.purdue.edu/poultry/
- http://www.zod.wau.nl/vf/chickensite/chicken.html
- http://tetra.gig.usda.gov:8400/chickgbase/manager.html

- Datos: Q5803785